# Afrikaanse pimpelmees
De Afrikaanse pimpelmees (Cyanistes teneriffae) is een zangvogel uit de familie Paridae (echte mezen). 

## Verspreiding en leefgebied
Deze soort komt voor in het noorden van Afrika en op de Canarische eilanden. Er zijn zeven ondersoorten:
- C. t. ultramarinus: van Marokko tot noordelijk Tunesië.
- C. t. cyrenaicae: noordoostelijk Libië.
- C. t. degener: Fuerteventura en Lanzarote (oostelijke Canarische eilanden).
- C. t. ombriosus: Ferro (zuidwestelijke Canarische eilanden).
- C. t. palmensis: La Palma (westelijke Canarische eilanden).
- C. t. teneriffae: La Gomera en Tenerife (centrale Canarische eilanden).
- C. t. hedwigae: Gran Canaria (centrale Canarische eilanden) .